# Abarth Trofeo Slalom
Der Abarth Trofeo Slalom ist ein Schweizer Markenpokal, der nach den Regeln des Automobil-Slaloms ausgetragen wird. Die Serie wurde 2009 von Abarth Schweiz ins Leben gerufen.

## Reglement
Es dürfen nur Fahrer teilnehmen, die einen Führerschein der Klasse B und eine lokale Rennlizenz (in anderen Ländern «national» bezeichnet) oder höherwertig besitzen.
In der Serie sind bestimmte Modelle, die von Abarth gebaut oder veredelt worden sind, zugelassen. 2009 waren unter anderem die aktuellen Modelle Abarth Grande Punto und 500 Abarth über Modelle wie Stilo Abarth, Punto Abarth oder 600 Abarth und die historischen Fahrzeuge wie Ritmo Abarth, 131 Abarth, Abarth 1000 TC/TCR, Abarth 595/695 zugelassen.
Ab dem Jahr 2010 kam folgende Fahrzeugklasseneinteilung hinzu: Klasse Corsa mit modifizierten Abarth-Fahrzeugen (auch ohne Strassenzulassung, dann aber mit Jahreslizenz von Auto Sport Schweiz), Klasse Supersport mit serienmässigen Abarths (mit Strassenzulassung) und Klasse Storico mit historischem Abarth-Modellen, die wiederum ohne Strassenzulassung und dann auch wieder mit einer Jahreslizenz der ASS.
Stand 2017 werden die Fahrzeugklassen in die Klasse Abarth (serienmäßige Abarth), Klasse Abarth Supersport (serienmäßige Abarth mit Zubehör) und Klasse Abarth Corsa (modifizierte Abarth und historische Abarth) unterteilt.

### Punktesystem
Folgende Punkte werden an die klassifizierten Fahrer vergeben:
| Platz  | 1. | 2. | 3. | 4. | 5. | 6. | 7. | 8. | n. |
| Punkte | 10 | 8  | 6  | 5  | 4  | 3  | 2  | 1  | 1  |

In der Gesamtwertung werden nur die Fahrer aufgeführt, die mindestens drei gültige Ergebnisse erzielt haben. Sind weniger als sechs Fahrer in einer Klasse am Start, so werden nur halbe Punkte vergeben.

## Veranstaltungen
Seit Gründung im Jahre 2009 wurden die Wettbewerbe in unterschiedlich häufigen Veranstaltungen durchgeführt. In den Jahren 2009 und 2010 wurden sieben Wertungsläufe, 2011 zehn und 2012 dann acht Wertungsläufe veranstaltet. Die Rennen finden im Rahmenprogramm der Schweizer Slalom-Meisterschaft statt.
Im Jahr 2017 fanden acht Wertungsläufe statt.

## Sieger
| Jahr | Sieger                                | Fahrzeug                              |
| ---- | ------------------------------------- | ------------------------------------- |
| 2009 | Sylvain Burkhalter                    | Abarth Grande Punto                   |
| 2010 | Sylvain Burkhalter                    | Abarth Grande Punto                   |
| 2011 | Andy Schweizer                        | Abarth 500 SS                         |
| 2012 | Sylvain Burkhalter                    | Abarth 500 Assetto Corse              |
| 2013 |                                       |                                       |
| 2014 | Claudio De Francesco                  |                                       |
| 2015 | Martina Garovi                        | Abarth 695 FT                         |
| 2016 | Sylvain Burkhalter                    | Abarth 500                            |
| 2017 | Sylvain Burkhalter                    | Abarth 500                            |
| 2018 | Sylvain Burkhalter                    | Abarth 695 Biposto                    |
| 2019 | Sylvain Burkhalter                    | Abarth 695 Biposto                    |
| 2020 | Wegen der COVID-19-Pandemie abgesagt. | Wegen der COVID-19-Pandemie abgesagt. |